# 馬拉迪 (尼日爾)
馬拉迪（法語：Maradi）是尼日爾第二大城市，也是馬拉迪大區的行政中心。

## 歷史
馬拉迪原是豪薩族卡齐纳的一部分，於19世紀獨立，是幾個豪薩殘餘國家之一。在20世紀上半葉，馬拉迪持續擴張，1911年至1950年間人口幾乎翻了一倍。在1950年代後，在經濟成長的推動下，馬拉迪人口從1950年的8,661人增加到1983年的80,000人。2000年，穆斯林團體因反對在尼亞美舉辦國際非洲時尚節在馬拉迪爆發騷亂，妓院和酒吧等被認為違反伊斯蘭教義的建築被摧毀。

## 地理
馬拉迪被分為三個市區：馬拉迪一區、二區和三區。馬拉迪以大型日用市場Grand-marché為中心，該市場出售來自尼日爾中南部和尼日利亞的批發、零售和農產品。

## 人口
| 年份 | 人口    |
| ---- | ------- |
| 1977 | 44,458  |
| 1988 | 110,005 |
| 2001 | 148,017 |
| 2012 | 267,249 |

根據2012年地人口普查數據，馬拉迪的人口為267,249，為尼日爾第二大城市。